# Étoile Sportive de Radès (basquete)
A equipe de basquetebol masculino do Étoile Sportive de Radès é a secção da agremiação tunisiana que disputa o Championnat National A (Liga tunisiana). Manda seus jogos no Salle couverte Taoufik-Bouhima com capacidade de 3.500 espectadores.

## Temporada por temporada
| Temporada | Nível | Liga | Resultado     | Copa da Tunísia | Competições Internacionais | Competições Internacionais |
| --------- | ----- | ---- | ------------- | --------------- | -------------------------- | -------------------------- |
| 2007-08   | 1     | CN A |               | Finalista       | -                          | -                          |
| 2008-09   | 1     | CN A |               |                 | -                          | -                          |
| 2009-10   | 1     | CN A | Campeão       |                 | -                          | -                          |
| 2010-11   | 1     | CN A | Semifinalista |                 | -                          | -                          |
| 2011-12   | 1     | CN A | Semifinalista |                 | -                          | -                          |
| 2012-13   | 1     | CN A | Finalista     | Finalista       | -                          | -                          |
| 2013–14   | 1     | CN A | Semifinalista |                 | Copa Árabe                 | Quartas de Finais          |
| 2014–15   | 1     | CN A | Finalista     |                 | 1 Copa dos Campeões        | Finalista                  |
| 2015–16   | 1     | CN A | Semifinalista | Semifinalista   | -                          | -                          |
| 2016-17   | 1     | CN A | Campeão       | Campeão         | 1 Copa dos Campeões        | Finalista                  |
| 2017-18   | 1     | CN A | Campeão       | Campeão         |                            |                            |
| 2018-19   | 1     | CN A | Finalista     | Campeão         |                            |                            |
| 2019-20   | 1     | CN A | Finalista     |                 |                            |                            |
| 2020-21   | 1     | CN A | Finalista     |                 |                            |                            |
| 2021-22   | 1     | CN A |               |                 |                            |                            |
| 2022-23   | 1     | CN A | Semifinalista |                 |                            |                            |
| 2023-24   | 1     | CN A | Semifinalista |                 |                            |                            |
| 2024-25   | 1     | CN A |               |                 |                            |                            |

## Títulos

### Campeonato Nacional
- Campeão (13): 1964, 1965, 1966, 1967, 1968, 1969, 1970, 1971, 1972, 1976, 1984, 2017 e 2018

### Copa da Tunísia
- Campeão (12):1961, 1962, 1963, 1964, 1965, 1968, 1970, 1971, 1972, 2017 e 2018, 2019

### Copa Africana de Clubes Campeões
- Finalista (2):2014 e 2017